# La Fille au vautour

La Fille au vautour (Die Geierwally) est un film allemand réalisé par Hans Steinhoff, sorti en 1940.

## Synopsis
Dans les Alpes du Tyrol vers 1840. Wally, Heidemarie Hatheyer, une jeune montagnarde, est la fille unique d'Aloïs Fender, Edouard Köck, un riche veuf, agriculteur dans la vallée d'Ötztal. Elle est jeune, belle, intrépide, volontaire et travaille à la ferme comme un homme. Quand au péril de sa vie, elle escalade une falaise et capture un jeune vautour dans son aire malgré les attaques d'un rapace, elle suscite l'admiration de son père mais le mépris de Joseph, Sepp Rist, surnommé "L'ours", un jeune chasseur qui chasse avec le châtelain de la vallée, Gustav Waldau. Il la tourne en ridicule en l'appelant "La fille au vautour" car il pense qu'une jeune fille ne peut porter des pantalons et grimper dans les montagnes alentour.
Ce qu'il ne perçoit pas encore, c'est que Wally est follement éprise de lui et trop fière pour se l'avouer. Pour compliquer les choses, son père veut la marier à Vinzenz, Leopold Esterle, un fermier voisin mais Wally ayant de la répulsion pour ce dernier et se consumant d'amour pour Joseph refuse tout net. Fou de colère, le vieux Fender la corrige avec un bâton et comme elle ne veut pas changer d'avis, malgré ses pleurs, il lui ordonne d'aller vivre dans une hutte qu'il possède très haut dans la montagne jusqu'à ce qu'elle capitule.
Là-haut, dans la neige et près des glaciers, au-dessus des nuages, avec pour seule compagnie Hansl, le vautour qu'elle a apprivoisé, elle maudit le monde qui la tient à l'écart.
Elle reviendra au village et après avoir suspecté Afra, Winnie Markus, d'avoir séduit Joseph qu'elle épousera, elle rendra la liberté à son vautour, fidèle compagnon de ses infortunes.

## Fiche technique
- Titre original : Die Geierwally
- Titre français : La Fille au vautour
- Réalisation : Hans Steinhoff
- Scénario : Hans Steinhoff, Jacob Geis, Alexander Lix d'après la nouvelle de Wilhelmine von Hillern
- Photographie : Richard Angst
- Techniciens de la photo : Ernst Knoth, Walter Weibe
- Son : Hans Ruetten
- Montage : Ella Ensink
- Décors : Joh. Massias, Hermann Warm
- Conseiller pour la montagne : Roland von Rossi
- Musique : Nico Dostal
- Production : Gerhard Staab
- Pays d'origine :  Reich allemand
- Société de production : Tobis Filmkunst
- Format : Noir et blanc - 35 mm spherical - 1,37:1 - Mono (Tobis-Klangfilm)
- Genre : Comédie dramatique
- Durée : 104 minutes
- Dates de sortie : 
  - Troisième Reich : 12 août 1940

## Distribution
- Ludwig Auer : Klettenmeier
- Leopold Esterle : Vinzenz Gellner
- Anna Exl : vachère
- Camilla Gerzhofer
- Franzl Grüner : un pâtre
- Mimi Gstöttner-Auer : Luckard, servante chez Aloïs Fender
- Hans Hanauer : l'instituteur
- Heidemarie Hatheyer : Wally Fender, "La fille au vautour"
- Maria Hofen : Mariann Rosenbauer
- Hans Jamnig : un valet
- Aloys Kneisl : un valet
- Sepp Kneisl : un valet
- Eduard Koch : Aloïs Fender, le père de Wally
- Hans Kratzer :
- Franz Ludwig : forestier en chef
- Winnie Markus : Afra Kuttner
- Käte Merk : Resi
- Luis Pedron : un valet
- Rolf Pinegger : le maire
- Sepp Rist : Joseph Brandl, surnommé "Ours Joseph"
- Marta Salm : Nani, femme de chambre en chef
- Hans Adalbert Schlettow : Leander Rosenbauer
- Marianne Stemberger : une jumelle
- Elfried Trebo : une jumelle
- Georg Vogelsang : Nicodemus Rosenbauer
- Gustav Waldau : le comte
- Thorby Wörndle : un valet

## Article annexe
- Liste des longs métrages allemands créés sous le nazisme